# Renzo Nostini
Renzo Nostini (Roma, 27 maggio 1914 – Roma, 30 settembre 2005) è stato un dirigente sportivo, schermidore, nuotatore e rugbista a 15 italiano.

## Biografia
Laureato in ingegneria, imprenditore e costruttore, è stato presidente dell'Assistal (l'Associazione Installatori).
Renzo Nostini ottiene i primi successi sportivi nel Nuoto, nella S.S. Lazio Nuoto. Passa presto anche al Pentathlon moderno, dove potrebbe partecipare con successo alle Olimpiadi del 1936, alle quali si era qualificato, se non fosse stato escluso dal regime. Pratica anche la Pallanuoto (sempre nella Lazio) ed il rugby (con il Rugby Roma, del quale fu anche presidente dal 1948 al 1954)
Ma i migliori risultati li ottiene nella Scherma, iniziando una prestigiosa carriera con l'oro per il Fioretto individuale nel campionato mondiale nel 1937.
Lo scoppio della Seconda guerra mondiale impone l'interruzione delle attività sportive, ma quando nel 1944 lo sport italiano rinasce, il reggente del CONI affida la gestione della Federazione Italiana Scherma (FIS) ad un Comitato di reggenza che oltre a Nostini comprende Mario Torti ed Andrea Marrazzi. Questa gestione dura fino al 1946.
Le Olimpiadi del 1948 e quelle del 1952 lo vedono fra i protagonisti, e conquista due medaglie d'argento in ciascuna edizione.
Nel 1946 diviene presidente del CUSI Centro Universitario Sportivo Italiano, e lo rimarrà fino al 1949.
Nel 1952 diviene anche presidente della S.S. Lazio Nuoto, e lo rimarrà fino alla fine.
Nonostante l'età, continua a vincere competizioni internazionali fino anche al 1955, quando ottiene un argento ed un bronzo per la Sciabola al mondiale di Roma. È stato anche numerose volte campione d'Italia a squadre, sempre nelle due armi, con il circolo Carlo Pessina di Roma.
Rimane sempre nell'ambiente della Scherma, ed infatti nel periodo 1959-1960 la FIS ha nuovamente bisogno di lui, per uscire da un periodo di stallo. Il CONI nomina un comitato di gestione di cui fa parte insieme a Edoardo Mangiarotti e Gastone Darè. Nel 1961 diviene presidente della FIS, anche se i soci, in segno di affetto, lo chiameranno spesso "presidentissimo".
Mantiene l'incarico fino alle sue dimissioni nel 1993. Per anni è stato anche Presidente Generale della Polisportiva S.S. Lazio.
Nel 2000 contribuisce alla nascita della Polisportiva S.S. Lazio Rugby 1927, e ne assume la presidenza, che manterrà fino alla morte. È stato anche presidente onorario del CONI e vicepresidente della Federazione Italiana Rugby. Ha ricevuto la Medaglia d'oro al valore atletico, l'Ordine Olimpico d'Argento da parte del CIO, la Stella d'oro al Merito Sportivo ed è stato membro d'onore della FIE (Fédération Internationale d'Escrime).
Era il fratello di Giuliano Nostini, anch'egli schermidore, medaglia d'argento alle Olimpiadi di Londra.
È scomparso nel 2005 all'età di 91 anni.

## Palmarès
In carriera ha ottenuto i seguenti risultati:
Giochi olimpici
Individuale
A squadre
- Argento nel fioretto a Londra 1948
- Argento nella sciabola a Londra 1948
- Argento nel fioretto a Helsinki 1952
- Argento nella sciabola a Helsinki 1952

Mondiali
Individuale
- Oro nel fioretto a Montecarlo 1950
- Argento nel fioretto a Il Cairo 1949
- Bronzo nella sciabola a Roma 1955

A squadre
- Oro nel fioretto a Parigi 1937
- Oro nel fioretto a Piešťany 1938
- Oro nel fioretto a Il Cairo 1949
- Oro nella sciabola a Il Cairo 1949
- Oro nel fioretto a Montecarlo 1950
- Oro nel fioretto a Lussemburgo 1954
- Argento nel fioretto a Lisbona 1947
- Argento nel fioretto a Stoccolma 1951
- Argento nella sciabola a Stoccolma 1951
- Argento nel fioretto a Bruxelles 1953
- Argento nella sciabola a Bruxelles 1953
- Argento nella sciabola a Roma 1955

Campionati italiani
Individuale
- Oro nel fioretto nel 1953

A squadre

## Onorificenze
- Medaglia d'oro al valore atletico
- Stella d'oro al Merito Sportivo

- Collare d'oro al merito sportivo: 2005